# Samoa Americana en los Juegos Olímpicos de Seúl 1988
Samoa Americana estuvo representada en los Juegos Olímpicos de Seúl 1988 por seis deportistas masculinos que compitieron en cuatro deportes.
El portador de la bandera en la ceremonia de apertura fue el boxeador Maselino Masoe. El equipo olímpico samoamericano no obtuvo ninguna medalla en estos Juegos.